# Samalkota
Samalkota (o Samalkot) è una suddivisione dell'India, classificata come municipality, di 53.402 abitanti, situata nel distretto del Godavari Orientale, nello stato federato dell'Andhra Pradesh. In base al numero di abitanti la città rientra nella classe II (da 50.000 a 99.999 persone).

## Geografia fisica
La città è situata a 17° 3' 0 N e 82° 10' 60 E e ha un'altitudine di 9 m s.l.m..

## Società

### Evoluzione demografica
Al censimento del 2001 la popolazione di Samalkota assommava a 53.402 persone, delle quali 26.559 maschi e 26.843 femmine. I bambini di età inferiore o uguale ai sei anni assommavano a 6.001, dei quali 3.047 maschi e 2.954 femmine. Infine, coloro che erano in grado di saper almeno leggere e scrivere erano 32.237, dei quali 17.299 maschi e 14.938 femmine.